# Rhaphidorrhynchium breviflagellosum
Rhaphidorrhynchium breviflagellosum là một loài Rêu trong họ Sematophyllaceae. Loài này được (Müll. Hal.) H. Akiy. mô tả khoa học đầu tiên năm 2006.